# Sikorsky H-34 Choctaw
El Sikorsky H-34 Choctaw, designado S-58 por el fabricante, fue un helicóptero militar originalmente diseñado por Sikorsky Aircraft para la Armada de Estados Unidos como helicóptero de guerra antisubmarina (ASW).

## Historia

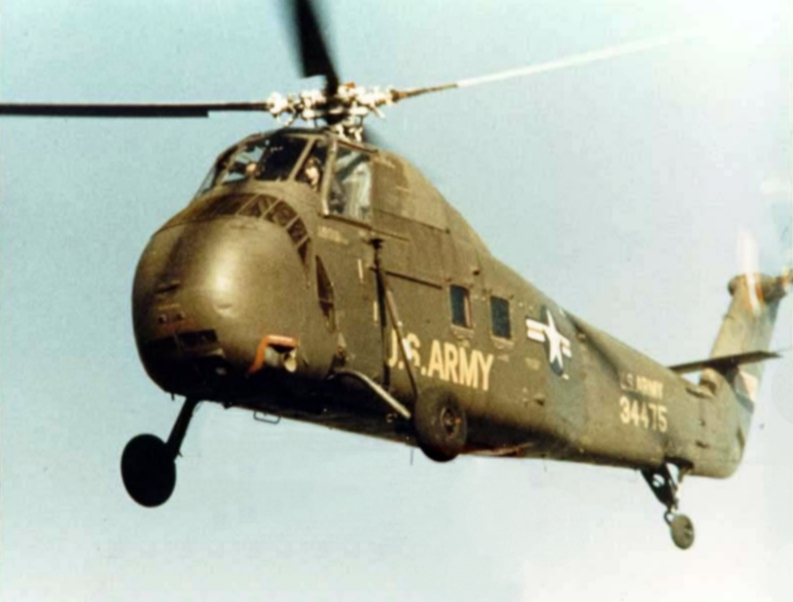
Un H-34 del Ejército de los Estados Unidos.

Sikorsky comenzó a trabajar en el S-58 en 1951, debido principalmente a que resultaba obvio que el helicóptero tenía un gran potencial en misiones ASW (de lucha antisubmarina), potencial que no habían podido desarrollar al completo máquinas pequeñas y faltas de potencia como el S-55, por entonces en activo (utilizado para ese cometido por la Armada estadounidense, bajo la denominación HO4S-1). A fin de cubrir la necesidad que existía de un potente helicóptero diseñado expresamente para realizar tareas antisubmarinas, la Armada había firmado en junio de 1950 un contrato con Bell por su XHSL-1, una máquina birrotora en tándem altamente especializada y propulsada por un motor R-2800 Double Wasp de 2400 hp. Estaba previsto que este modelo se integrase a gran escala en la Armada estadounidense y la Marina Real, pero resultó decepcionante y, aunque sus entregas comenzaron en 1957, solo se construyeron 50 ejemplares. A renglón seguido, la Armada encargó a Sikorsky un nuevo aparato antisubmarino. La construcción del prototipo S-58 se concretó el 30 de junio de 1952, asignándosele la denominación XHSS-1.

## Diseño y desarrollo

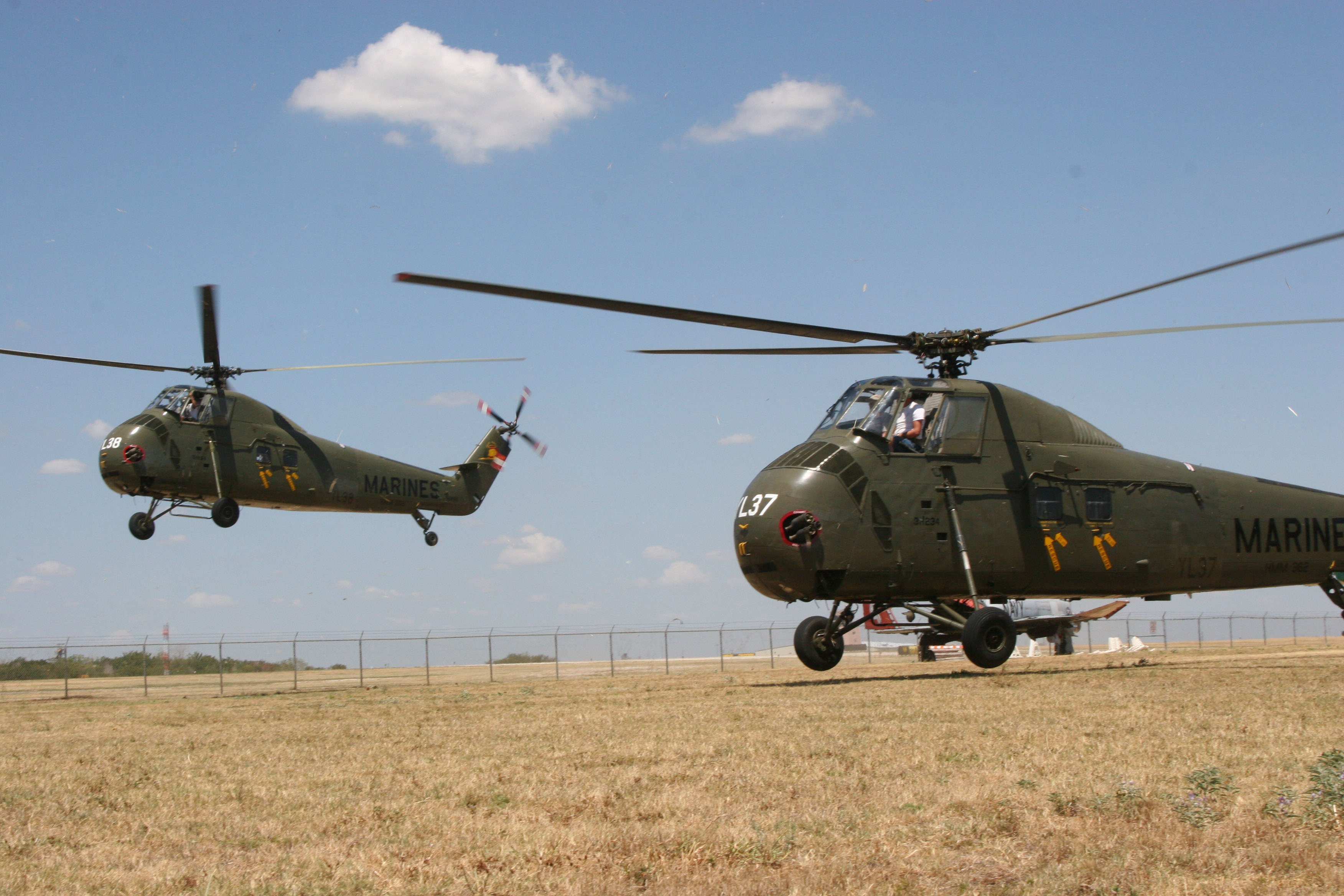
Dos UH-34D Sea Horse del Cuerpo de Marines de los Estados Unidos.

En marcado contraste con la máquina de Bell, el XHSS-1 había sido concebido como un aparato escrupulosamente convencional. En configuración, se trataba de un S-55 ligeramente agrandado, con un rotor principal cuatripala en vez de tripala, en el que se empleaba la misma construcción metálica con largueros de aluminio extruido. El rotor de cola antipar, también cuatripala, había sido diseñado con un único larguero de aluminio macizo y con una ligera estructura alveolar para preservar el perfil aerodinámico de las palas. El gran motor radial de émbolo, uno de los últimos construidos en Estados Unidos (y, coincidentemente, relacionado con el Wright R-1820 Cyclone empleado en el Grumman S-2 Tracker, la contrapartida antisubmarina de ala fija del S-58), estaba instalado de la misma forma a como lo estaba el R-1340 (o R-1300) en el S-55. Montado en la proa, con un acceso libre de obstáculos gracias a dos grandes compuertas, este motor estaba emplazado diagonalmente a 39°, de manera que el árbol de transmisión de alta velocidad pasase entre los dos asientos de la cabina de vuelo hasta los engranajes principales de reducción, situados bajo la cabeza del rotor. El aire de refrigeración, inducido necesariamente por un soplante, accedía al compartimiento del motor a través de grandes aperturas que rodeaban la sección superior del carenado y se expulsaban por la sección ventral, en tanto que los gases de escape de los nueve cilindros eran recogidos por un colector y expelidos a través de un escape único, situado en la sección inferior de babor (en modelos posteriores, este escape aparecía en posición más alta y también más adelantada). El combustible, originalmente de entre 100 y 130 octanos, estaba albergado en depósitos emplazados bajo el suelo del fuselaje; el requerimiento de la Armada estadounidense pedía una capacidad de 306,5 galones (1160 litros). En la práctica, las versiones del Ejército estadounidense llevaron menos carburante, si bien Sikorsky introdujo un depósito exterior metálico de 570 litros. La célula estaba enteramente construida a base de revestimientos metálicos resistentes, y para facilitar su operación embarcada, la totalidad de la sección de cola, con el rotor antipar y los estabilizadores horizontales ajustables en tierra, podía plegarse hacia adelante sobre el costado de babor, pudiendo también plegarse las palas del rotor principal. Los rotores contaban con servomando hidráulico desde la cabina de mando, con asientos lado a lado y un excelente sector visual, en tanto que el tren de aterrizaje, de tipo clásico, podía ser equipado a petición del cliente con flotadores o sistemas inflables de flotación por si se tenían que realizar amerizajes.
Al finalizar su fabricación en enero de 1970, Sikorsky había construido un total de 1820 aparatos.

### Versiones para la Armada estadounidense y otras Armadas
El primer prototipo del XHSS-1, con el BuAer n.º 134668, voló el 8 de marzo de 1954 en la factoría de Bridgeport (Connecticut), y fue seguido del primer aparato de producción HSS-1 Seabat (más tarde, SH-34G).
El HSS-1N (SH-34J) fue desarrollado para realizar operaciones nocturnas, equipado con radar Doppler para navegación y estabilización automática; el único HSS-1F (SH-34H) estaba motorizado con dos turboejes General Electric T58 y voló en enero de 1957. En 1960, cinco aparatos HSS-1Z (VH-34D) fueron destinados al Destacamento Ejecutivo, encargado de misiones de transporte VIP y presidencial.

### Versiones del Cuerpo de Marines de los Estados Unidos
Los Seabat desprovistos de equipo antisubmarino y destinados a tareas utilitarias fueron designados UH-34G y UH-34J. El Cuerpo de Marines de los Estados Unidos encargó en 1954 la versión HUS-1 Seahorse (UH-34D), que transportaba a 12 infantes de marina. Cuatro unidades HUS-1L (LH-34D) fueron modificados para realizar operaciones en el Ártico. 

### Versiones para el Ejército de los Estados Unidos
El Ejército de los Estados Unidos encargó varios centenares de helicópteros H-34A, H-34B y H-34C Choctaw, propulsados por motores R-1820-84 de 1425 hp, con capacidad para 16 soldados u 8 heridos en camilla.

### Versiones civiles
También se construyeron pequeñas cantidades de los modelos civiles de transporte de pasajeros y carga S-58B y S-58D. Una versión de aerolínea de 12 plazas fue usada en cierta cantidad por Chicago Helicopter Airways, New York Airways y Sabena.

## Historia operacional

### Estados Unidos

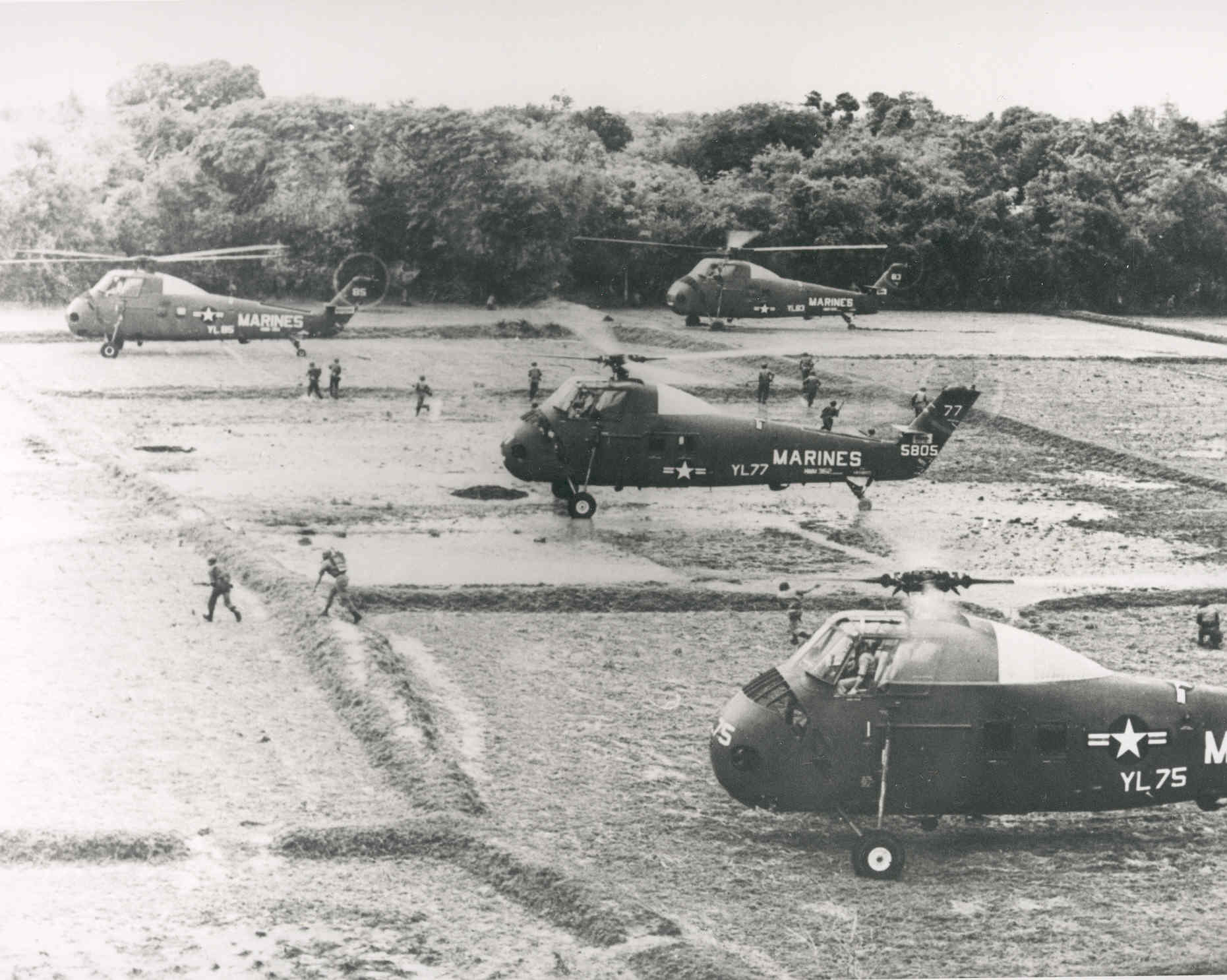
HUS-1 (UH-34D) Seahorse del escuadrón HMM-362 de los Marines descarga tropas survietnamitas en un arrozal en el año 1962.

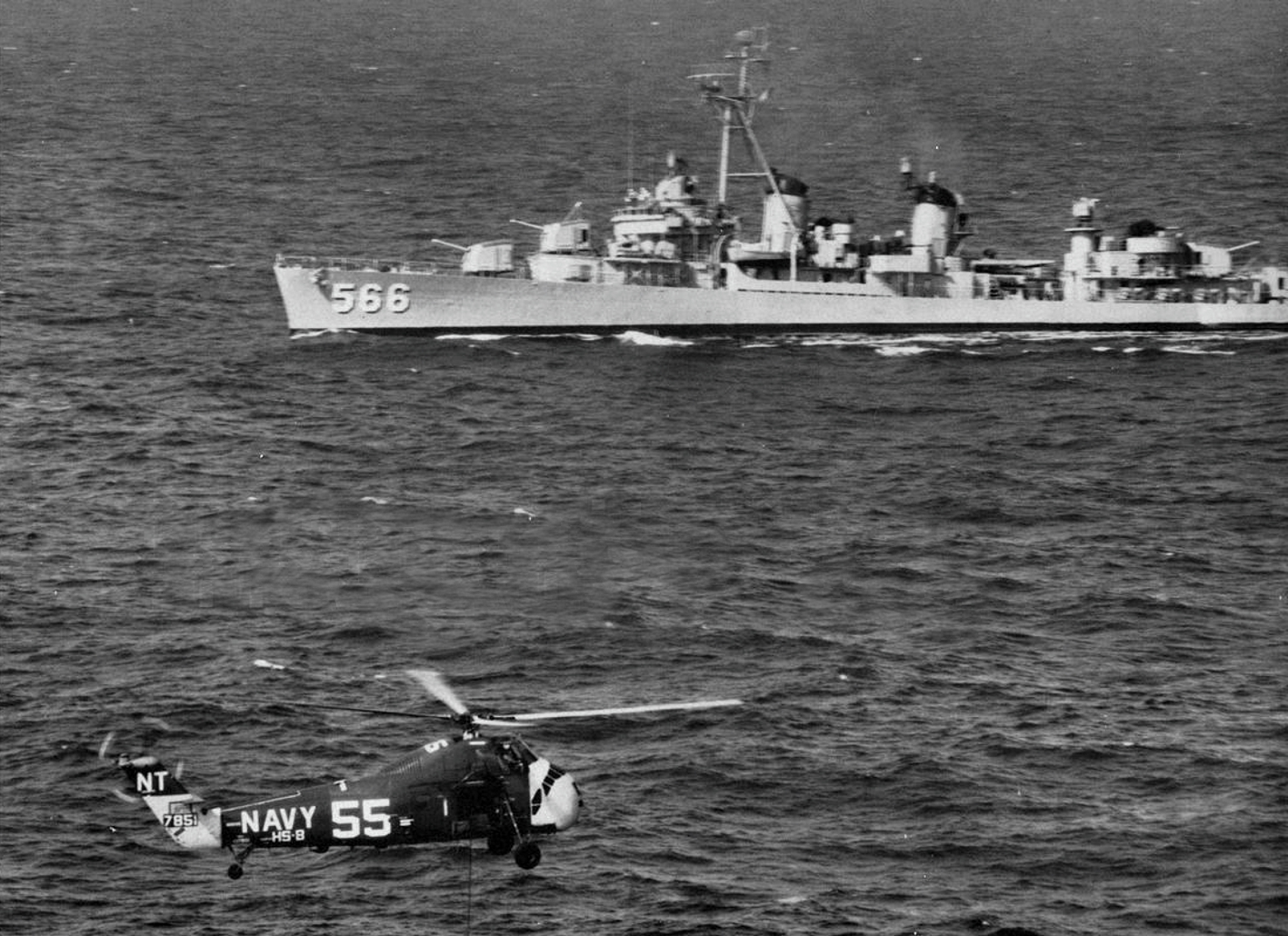
El destructor USS Stoddard (DD-566) y un Sikorsky HSS-1 Seabat en un ejercicio antisubmarino.

Estados Unidos empleó las diferentes versiones del modelo: el HSS-1N/SH-34 Seabat antisubmarino por la Armada; el HUS-1/UH-34 Seahorse de transporte por el Cuerpo de Marines; y el H-34 Choctaw de transporte por el Ejército.
El SH-34 fue el primer helicóptero antisubmarino de la Armada estadounidense capaz de realizar efectivamente misiones tanto de día como de noche. A diferencia de su predecesor, podía realizar su misión de guerra antisubmarina de modo independiente, ya que hasta entonces se operaba en pareja de buscador-sonar y cazador-torpedo debido a la limitada potencia de los motores disponibles. El SH-34 suponía un avance en el desarrollo tecnológico de la época y un notable refuerzo para la capacidad de lucha antisubmarina. Los S-58 de la Armada estadounidense fueron empleados intensamente en el Atlántico y Pacífico cazando submarinos soviéticos. Junto a los S-2 Tracker, constituyeron Carrier Anti-Submarine Air Groups, embarcados a bordo de portaviones de la Segunda Guerra Mundial dedicados a lucha antisubmarina.
La decisión de distribuir sus helicópteros geográficamente hizo que los CH-34 del Ejército estadounidense se destinaran a Estados Unidos y Europa para facilitar la logística. Esto puede haber influido en la decisión del Ejército de desplegar el CH-21 Shawnee en Vietnam del Sur en lugar del CH-34. Los S-58 del Ejército no participaron en Vietnam. El Cuerpo de Marines empleó sus UH-34 en Vietnam desde 1962, donde probó su alta disponibilidad y fiabilidad. Se instaló blindaje adicional en cabina y motores, y en las puertas de los transportes se instaló una ametralladora de 7,62 mm, después remplazada por una M60D. Algunos de los UH-34 de los Marines fueron equipados con dos ametralladoras M60C y dos contenedores con 19 cohetes de 2,75 pulgadas.
La experiencia en combate mostró algunos problemas: la posición elevada de la cabina dejaba al piloto más expuesto al fuego enemigo, los materiales empleados en la construcción no permitían adición de armamento, los motores de pistón no ofrecían la potencia que podían ofrecer las turbinas y la puerta única hacía lento el desembarco en zonas calientes. El experimento de dotarlos con armas demostró que los S-58 cañoneros no eran los más apropiados para Vietnam, ya que tenían poca potencia y además en las operaciones se requería una mayor capacidad de fuego que la que ofrecían los helicópteros de transporte con sus ametralladoras. Así llegarían los helicópteros artillados (UH-1B, UH-1C y el Cobra) para apoyar las operaciones aerotransportadas. La Fuerza Aérea de Vietnam del Sur (RVNAF) recibió UH-34 de los Marines cuando estos fueron reemplazados por los CH-46.
Air America, la línea aérea creada por la CIA, operó algunos UH-34D en Laos, con soporte técnico de los Marines. Aún después de que los Marines retiraran de Vietnam sus UH-34, Air America siguió volándolos, añadiendo algún S-58T. 
Además de en Vietnam, los S-58 vieron servicio en la evacuación de civiles del Congo (1964), la intervención en Líbano (1958) y la intervención en la República Dominicana (1965).

### Vietnam del Sur

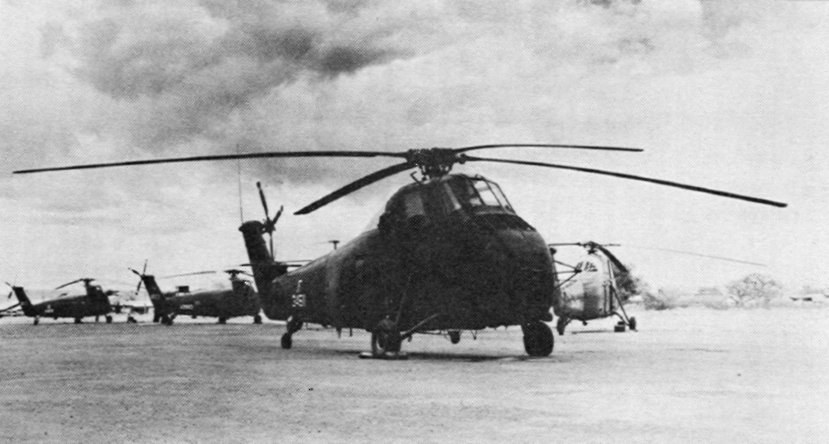
Un Sikorsky S-58 vietnamita.

Vietnam del Sur recibió a lo largo de los años unos 200 helicópteros S-58 como parte de la ayuda de Estados Unidos. Se recibieron varias versiones: 150 UH-34D/G ex-USMC y 94 CH-34C Choctaw ex-Ejército estadounidense. Un 80% de esta cantidad fue destruido en accidentes o en combate, aunque solo cerca de un 70% del total estaban en servicio, debido a la falta de repuestos y mantenimiento. En los primeros años 60 se comenzaron a entregar a la Fuerza Aérea de Vietnam del Sur (VNAF) helicópteros S-58 excedentes del Ejército estadounidense, pilotados muchas veces de modo encubierto por estadounidenses.
En 1965 se contaba con dos escuadrones de S-58, con 20 helicópteros cada uno. El objetivo de Estados Unidos era que Vietnam operara unos 100 helicópteros en 1967, con cuatro escuadrones equipados con S-58, lo que no fue posible hasta 1968. Con asesoramiento y entrenamiento se logró mejorar la eficiencia de los pilotos vietnamitas. En 1969 se comenzaron a recibir helicópteros UH-1 para reemplazar a los S-58. Una de las unidades vietnamitas equipadas con el S-58 más famosas era el 219 Escuadrón, que colaboró estrechamente con las fuerzas especiales del SOG en misiones de reconocimiento profundo en Laos.

### Francia

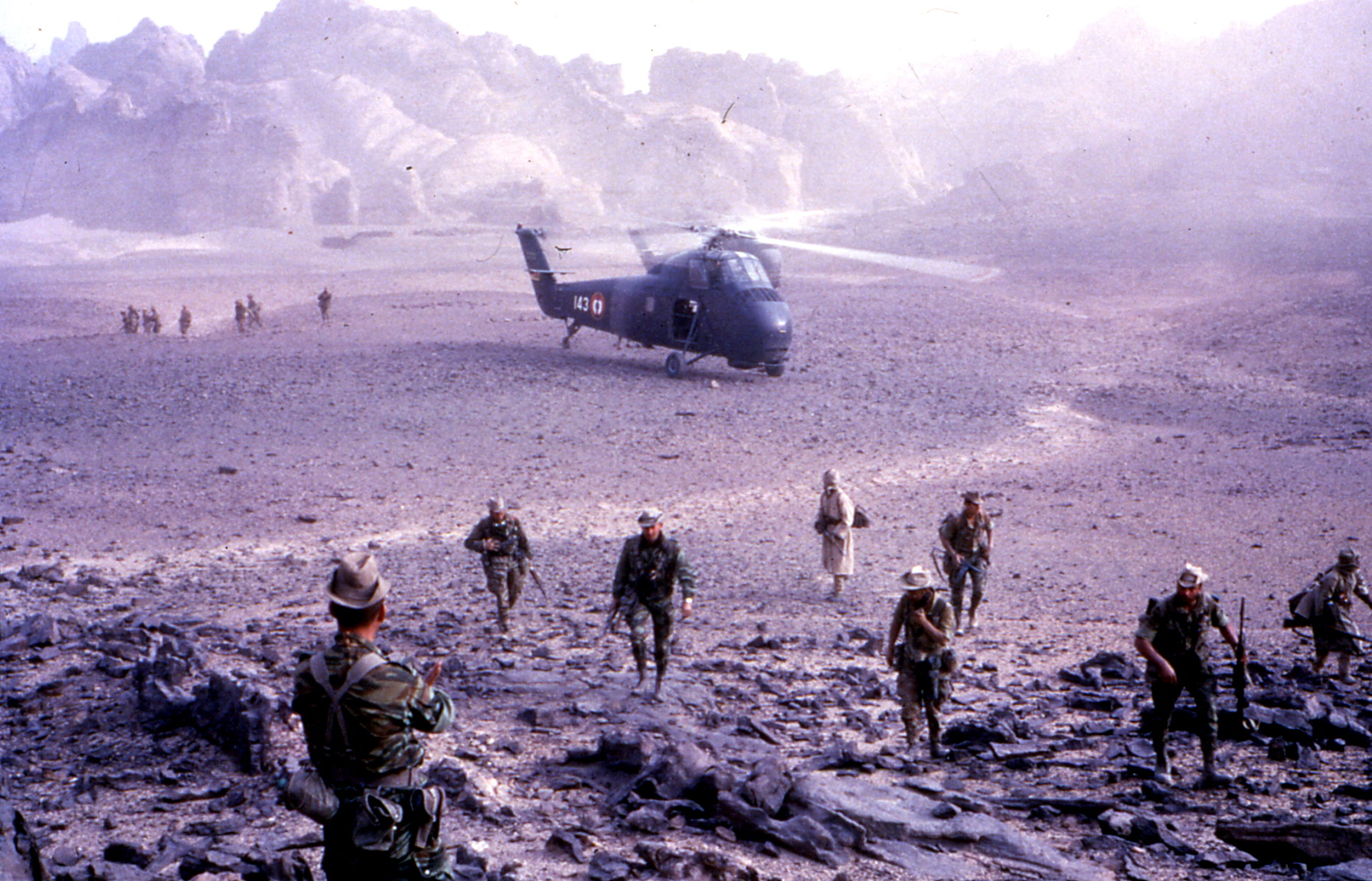
Un Sikorsky H-34 de la Flotille 33F en Chad.

En la guerra de Indochina, un pequeño número de helicópteros Hiller H-23 y Sikorsky H-19 fue empleado por los franceses para la evacuación de heridos. Los franceses empleaban el S-55 y pronto se dieron cuenta del potencial del S-58, que sirvió con la Fuerza Aérea, el Ejército y la Armada. Además de comprar 135 ejemplares, construyeron otros 166 bajo licencia. Los emplearon exitosamente en la guerra de Argelia, donde fueron los primeros en utilizarlos con tácticas helitransportadas. La doctrina de contrainsurgencia francesa hizo que los S-58 desplazaran a los aviones para el transporte de los equipos de reacción rápida.
El uso de helicópteros artillados durante la guerra de Argelia, junto con los helicópteros de transporte para insertar tropas en territorio enemigo, dio a luz a algunas de las tácticas de la guerra aeromóvil que continúan hasta hoy. En 1956, Francia experimentó armando el H-19, pero pronto fue reemplazado en servicio por los más capaces Piasecki H-21 y Sikorsky H-34. Los helicópteros de transporte S-58, a iniciativa del Coronel Brunet, fueron los elegidos para ser convertidos en helicópteros de ataque, y recibieron el apodo no oficial de "Pirata". Algunos S-58 se artillaron incorporando un cañón MG 151/20 de 20 mm y una ametralladora de 12,7 mm, siendo empleados en Argelia. También se experimentó armando los S-58 con bombas, cohetes y misiles antitanque.

### Reino Unido

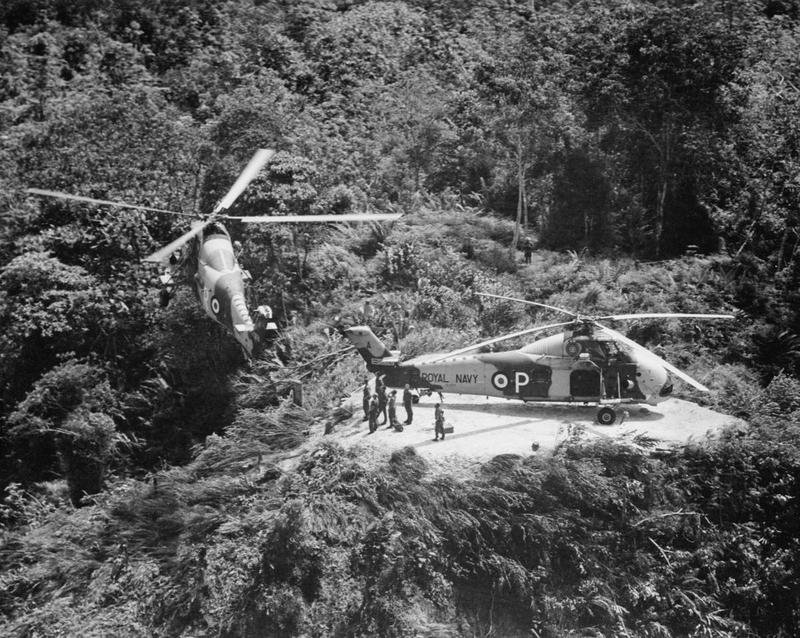
Westland Wessex del Naval Air Squadron 848 en Borneo.

El Reino Unido fabricó bajo licencia el S-58, llamándolo Wessex. Tanto la Real Fuerza Aérea como la Marina Real emplearon diferentes versiones del helicóptero. Los Wessex realizaron numerosas misiones (antisubmarino, transporte de Marines Reales, búsqueda y rescate naval y terrestre, transporte de tropas, etc.). Los Wessex británicos se usaron bastante en combate como helicópteros de transporte, sobre todo en campañas contra la guerrilla (Malasia, Adén, Omán, Ulster, etc.). En Borneo se emplearon Wessex de la RAF y RN en misiones de transporte y abastecimiento, basados en tierra o en buques. En Irlanda del Norte, los Wessex abastecían los puestos militares en zonas conflictivas como South Armagh, evitando de este modo las emboscadas del IRA mediante trampas explosivas, como había sucedido en la emboscada de Narrow Water. Las operaciones de los Wessex no estaban exentas de riesgo, ya que el IRA trató varias veces de derribarlos. Por ejemplo, en abril de 1976, un Wessex fue dañado por un RPG-7 cuando estaba a punto de aterrizar, y en mayo de 1985, otro fue alcanzado por disparos de una ametralladora pesada.
En 1982 se emplearon varias decenas de Wessex de diferentes versiones en las Malvinas. Un HAS.3 antisubmarino averió un submarino argentino con cargas de profundidad. Los cerca de 50 HU.5 de transporte de la Marina Real fueron claves transportando tropas, artillería, comandos del SAS/SBS, carga y baterías de misiles Rapier. Durante la campaña de las Malvinas, se perdieron 8 HU.5 y un HAS.3, siete de ellos destruidos en los ataques argentinos al HMS Glamorgan y al Atlantic Conveyor.

### Nicaragua
La Guardia Nacional de Somoza contaba con el Escuadrón de Ala Rotatoria. Para tareas de reconocimiento, transporte, asalto y búsqueda y rescate, se compraron en Estados Unidos once Sikorsky S-58T. Eran helicópteros retirados del Ejército estadounidense, pero que se modernizaron antes de entregarlos a Nicaragua. Algunos se perdieron en accidentes y otros fueron convertidos en cañoneros para luchar contra el FSLN, entre las armas empleadas estaban depósitos de gasolina con granadas de mano incorporadas como espoleta, que lanzaban a modo de bombas de napalm con efectividad bastante baja. Tras la victoria del FSLN, dos H-34 pasaron a las filas de la nueva Fuerza Aérea.

### Argentina
Uno de los S-58T de la Fuerza Aérea Argentina fue empleado durante la crisis con Chile en 1978, siendo destinado a apoyar a la Infantería de Marina en Tierra del Fuego.

### Israel

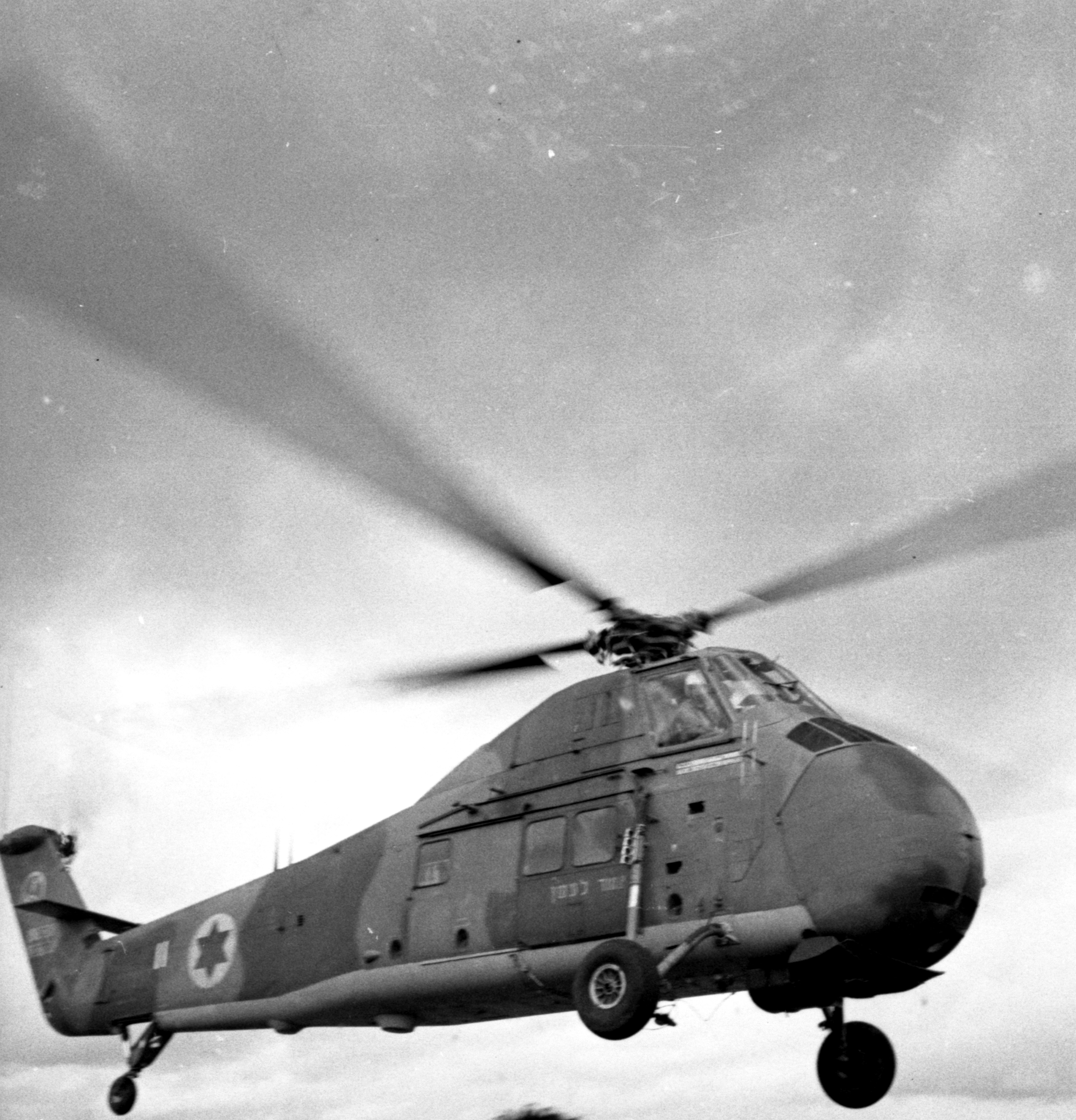
S-58 israelí fotografiado en 1967.

Israel fue consciente, tras la guerra de 1956, de que necesitaba algo mejor y en más cantidad que los pocos S-55 que estaba incorporando al servicio, y buscó asesoramiento en Francia. La decisión fue comprar tres S-58 civiles. En 1962 se recibieron 24 S-58, que llegaron a Israel como parte de las compensaciones que Alemania pagaba enviando material militar. En junio de 1967 se contaba con 28 S-58 en servicio.
En las primeras horas de la guerra de 1967, S-58 debían estar alerta para rescatar a pilotos derribados. La noche del 5 al 6 de junio, los S-58 insertaron 600 soldados detrás de las líneas egipcias para ayudar a vencer la dura resistencia. Los soldados atacaron posiciones de artillería y ayudaron al colapso de las líneas de defensa. El 7 de junio, los S-58 transportaron paracaidistas para que tomaran Sharm-A-Sheik. En el sur de los Altos del Golán, los S-58 transportaron paracaidistas. La noche del 9 al 10, los llevaron detrás de las líneas sirias, donde atacaron a las fuerzas sirias en retirada.
Los S-58 estuvieron muy ocupados después de la guerra, combatiendo la infiltración de comandos palestinos en el valle del Jordán, lo que incluyó atacar sus bases en Jordania. A partir de 1968, comenzaron a ser reemplazados por Bell 205 y Aerospatiale Super Frelon.

## Variantes

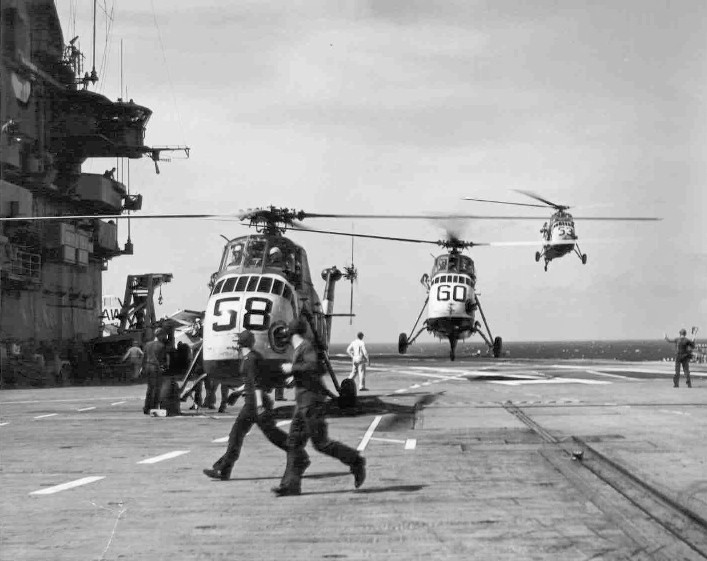
SH-34J en el portaaviones antisubmarino USS Essex en 1962.

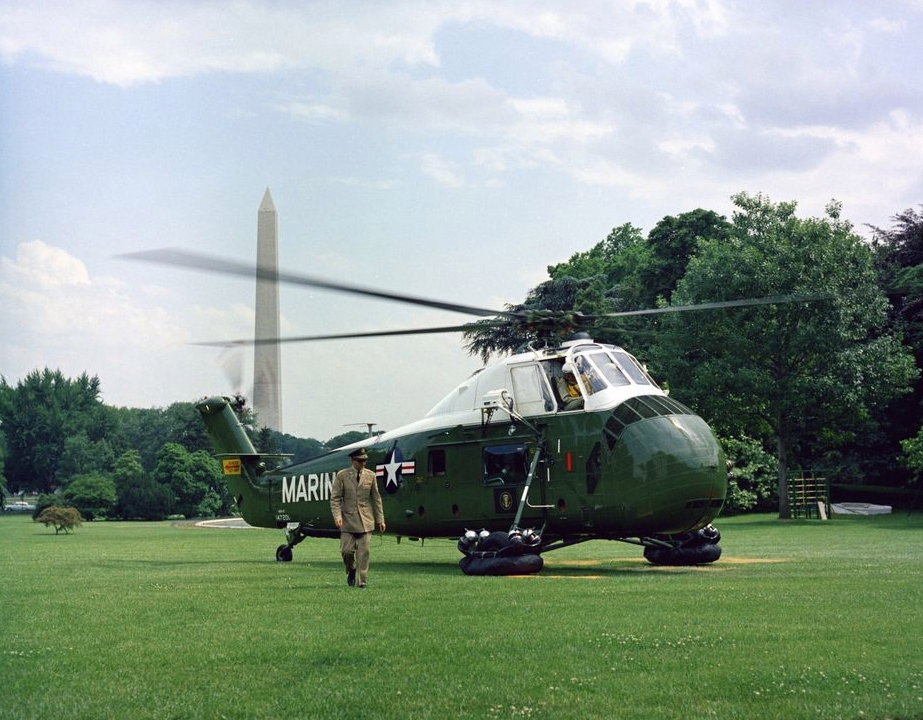
Un helicóptero presidencial VH-34D (BuNo 147201) en el Jardín Sur de la Casa Blanca en 1961.

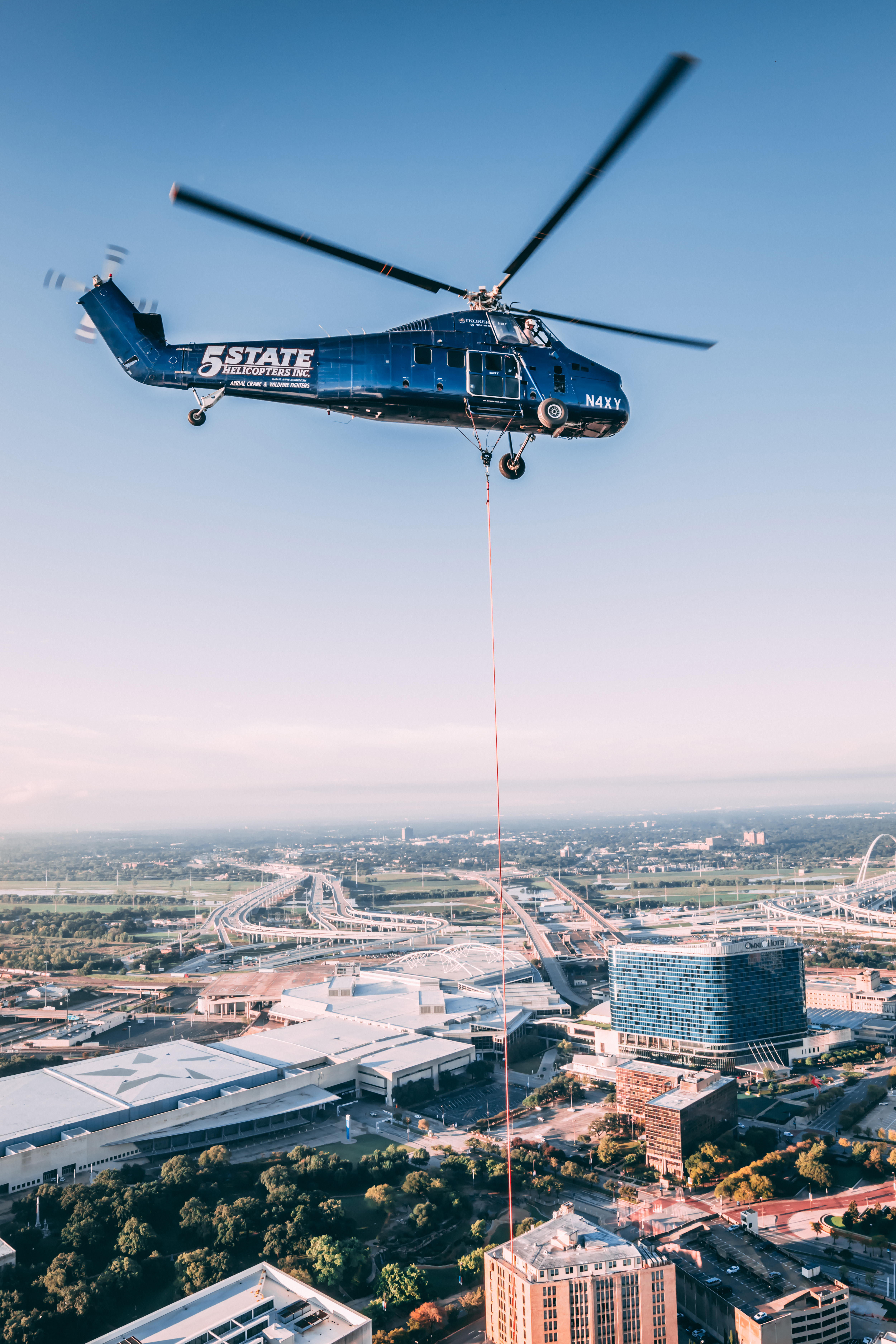
Un S-58T realizando una operación de carga externa en Dallas, Texas.

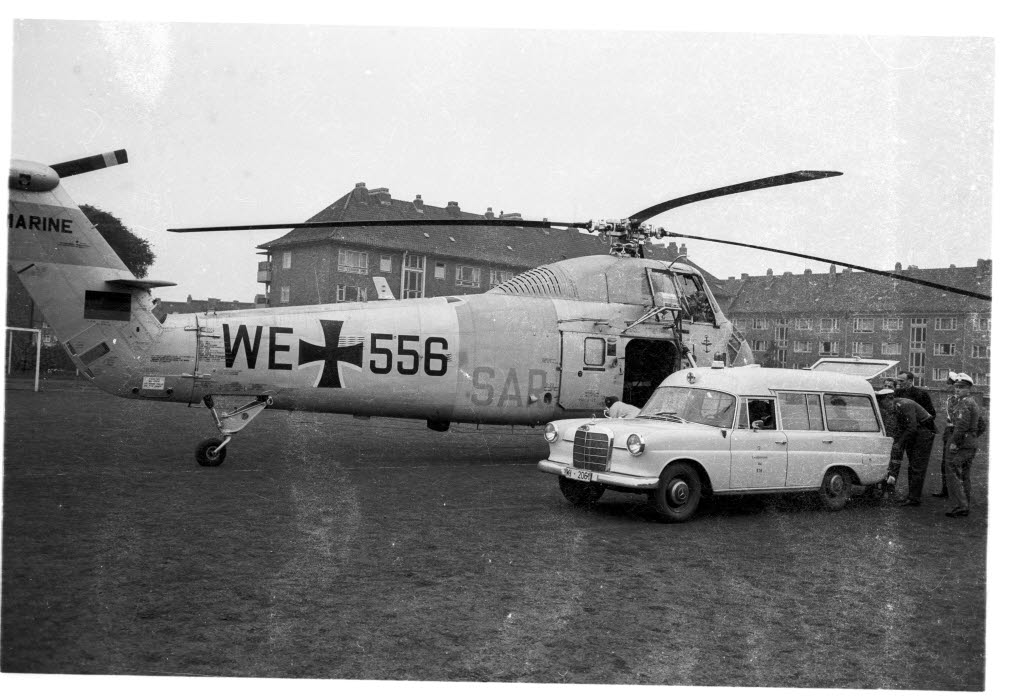
S-58 de la Marina alemana evacuando a un herido.

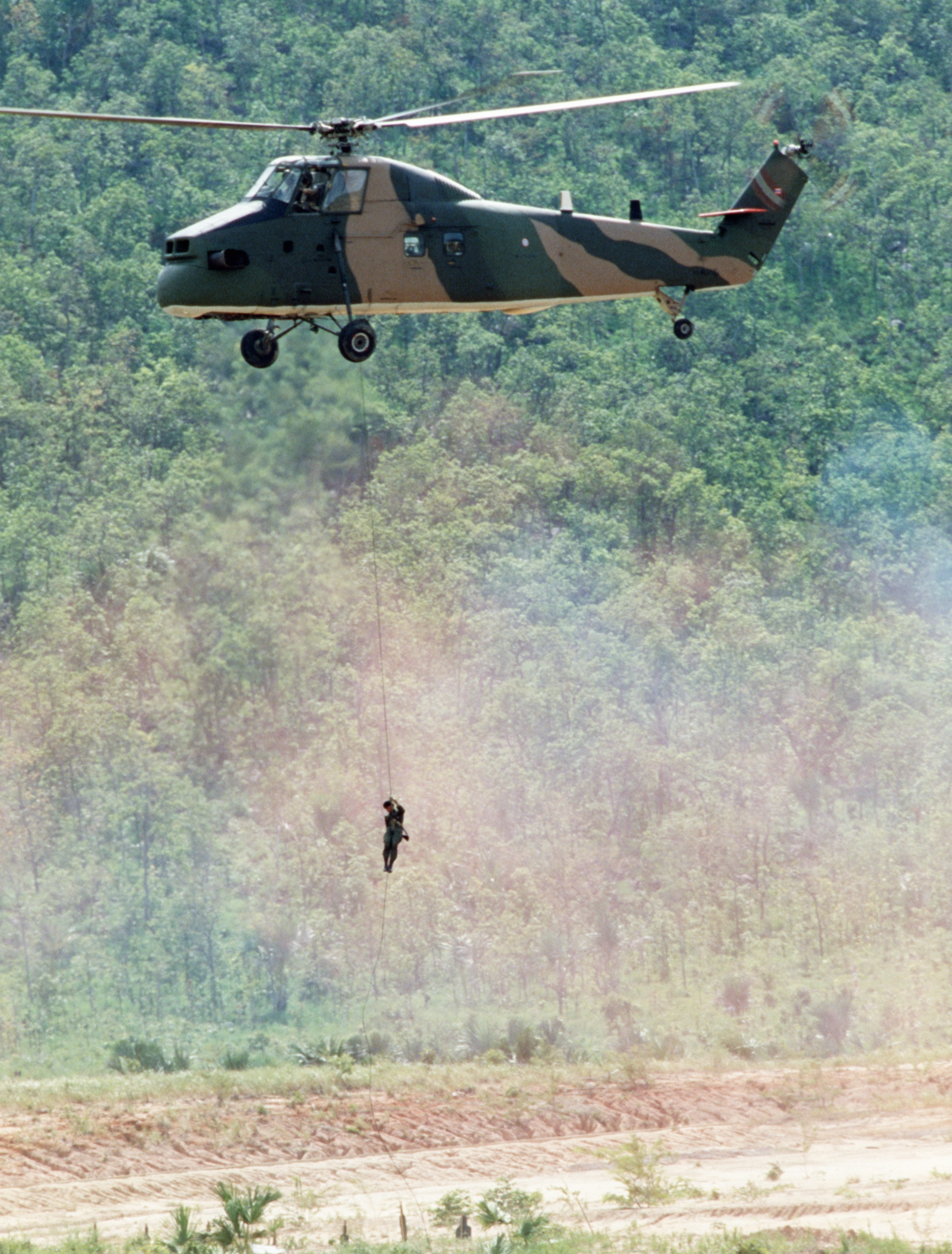
S-58T tailandés en 1987.

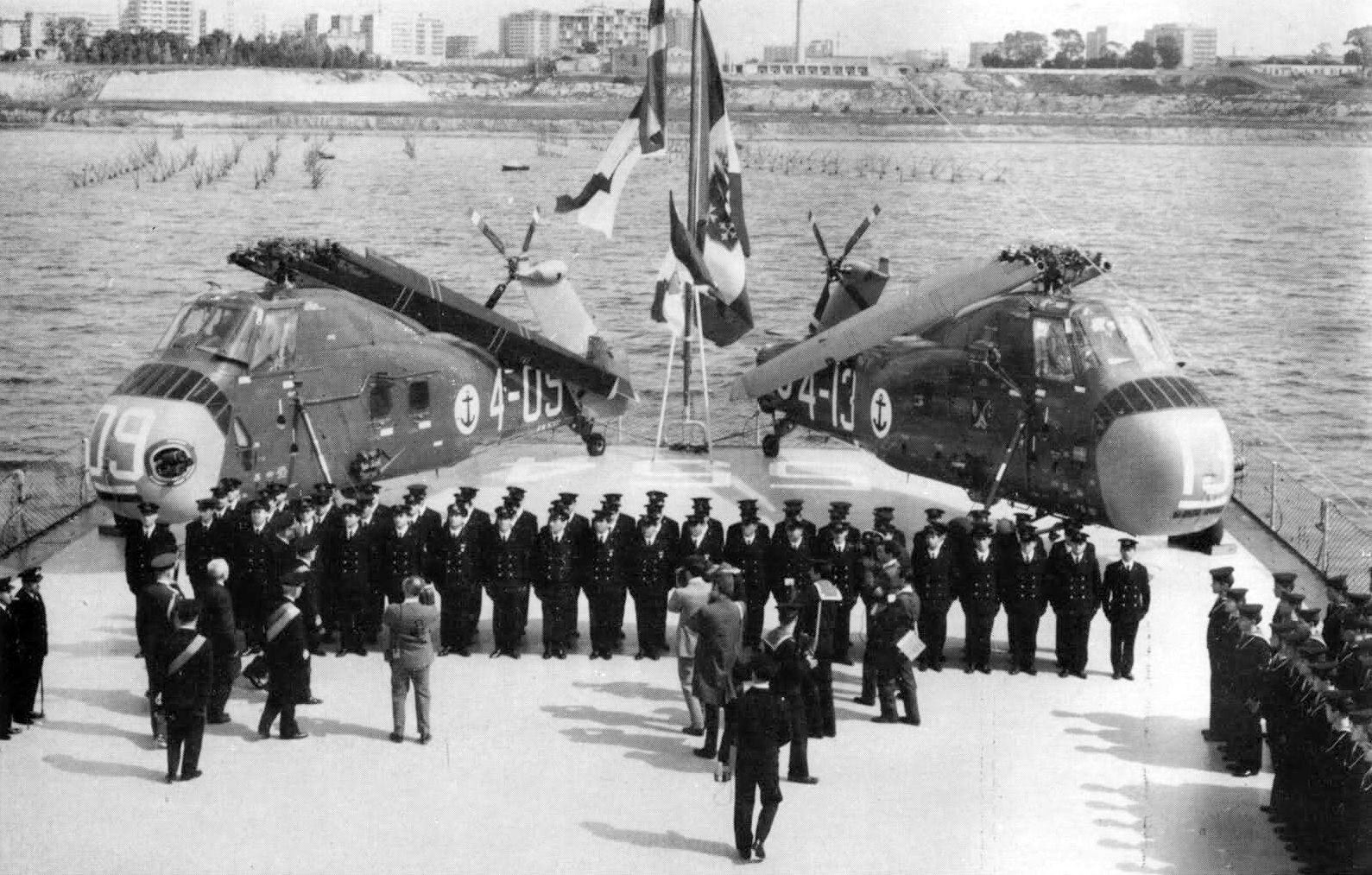
Dos S-58 antisubmarinos a bordo del crucero Andrea Doria.

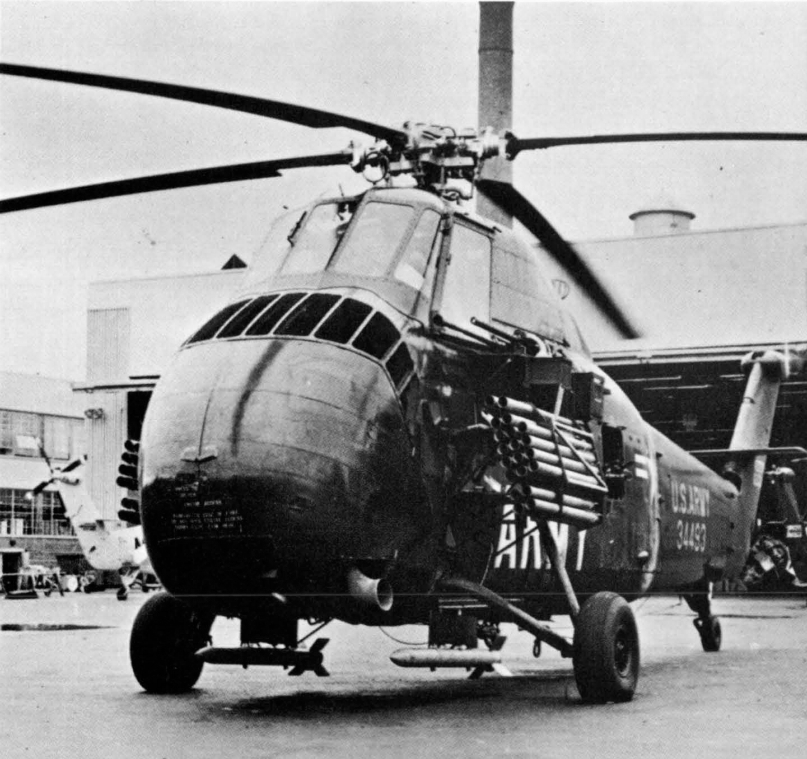
S-58 del Ejército estadounidense durante ensayos para equiparlo con armamento.

Prisioneros del Vietcong esperan ser transportados por un S-58 de los Marines.

H-34A
Versión del Ejército estadounidense del HSS-1 propulsado por un R-1820-84 de 1525 hp, redesignado CH-34A en 1962, 359 construidos y 21 transferidos a la Armada estadounidense.
JH-34A
Designación para H-34A usados en pruebas de armamento.
VH-34A
Conversiones a transporte de personal de H-34A.
H-34B
H-34A convertidos con cambios en detalle, se convirtieron en CH-34B en 1962.
H-34C
Diseño del H-34B con cambios en detalle desde H-34A, se convirtió en CH-34C en 1962.
JH-34C
Designación para CH-34C usados en pruebas de armamento.
VH-34C
Conversiones a transporte de personal de CH-34C.
HH-34D
Designación aplicada a aeronaves con número de serie de la USAF a transferir bajo los Programas de Asistencia Militar y de Adquisición Principal de Defensa.
LH-34D
HUS-1L redesignados en 1962.
UH-34D
HUS-1 redesignados en 1962 y 54 construidos nuevos.
VH-34D
HUS-1Z redesignados en 1962.
UH-34E
HUS-1A redesignados en 1962.
HH-34F
HUS-1G redesignados en 1962.
YSH-34G
YHSS-1 redesignados en 1962.
SH-34G
HSS-1 redesignados en 1962.
SH-34H
HSS-1F redesignados en 1962.
YSH-34J
YHSS-1N redesignados en 1962.
SH-34J
HSS-1N redesignados en 1962.
UH-34J
SH-34J sin equipo antisubmarino (ASW) para tareas de carga y entrenamiento.
HH-34J
UH-34J ex Armada estadounidense operados por la USAF.
VH-34J
Conversiones a transporte de personal de SH-34J.
XHSS-1 Seabat
Tres Sikorsky S-58 para evaluación por la Armada estadounidense, redesignados como YHSS-1, y luego como YSH-34G en 1962.
HSS-1 Seabat
Modelo antisubmarino de producción para la Armada estadounidense, redesignado SH-34G en 1962, 215 construidos.
HSS-1F Seabat
Un HSS-1 remotorizado con dos YT-58-GE como bancada volante, redesignado SH-34H en 1962.
YHSS-1N Seabat
Un HSS-1 convertido como prototipo del HSS-1N, redesignado YSH-34J en 1962.
HSS-1N Seabat
Versión nocturna/mal tiempo del HSS-1 con aviónica mejorada y piloto automático, redesignada SH-34J en 1962, 167 construidos (además, 75 células HSS-1 fueron construidas al estándar CH-34C para Alemania Occidental).
HUS-1 Seahorse
Versión de transporte utilitario del HSS-1 para el Cuerpo de Marines, redesignada UH-34D en 1962, 462 construidos.
HUS-1A Seahorse
Cuarenta HUS-1 equipados con flotadores anfibios, redesignados UH-34E en 1962.
HUS-1G Seahorse
Versión de la Guardia Costera de los Estados Unidos del HUS-1, redesignada HH-34F en 1962, seis construidos.
HUS-1L Seahorse
Cuatro HUS-1 convertidos para realizar operaciones en la Antártida con el VXE-6, redesignados LH-34D en 1962.
HUS-1Z Seahorse
Siete HUS-1 equipados con interior VIP para el Destacamento de Vuelo Ejecutivo, redesignados VH-34D en 1962. Cuando Khrushchev visitó Estados Unidos en 1959, voló en el Marine One junto a Eisenhower y disfrutó la experiencia. Debido a ello, Estados Unidos vendió dos HUS-1Z a la URSS en 1960. Recibieron matrículas civiles y uno, CCCP-L27491, está expuesto en el museo de Mónino.
CH-126
Designación militar canadiense para el S-58B.
S-58A
Designación comercial para la versión de carga básica, certificada en 1956.
S-58B
Designación comercial para versión de carga mejorada, certificada en 1956.
S-58C
Versión comercial de transporte de pasajeros, certificada en 1956.
S-58D
Versión comercial de pasajeros/carga, certificada en 1961.
S-58E
Certificada en 1971.
S-58F
Certificada en 1972, variante con peso máximo aumentado del S-58B.
S-58G
Certificada en 1972, variante con peso máximo aumentado del S-58C.
S-58H
Certificada en 1972, variante con peso máximo aumentado del S-58D.
S-58J
Certificada en 1972, variante con peso máximo aumentado del S-58E.
S-58T
Conversión comercial a potencia de turboeje, usando un Pratt & Whitney Canada PT6T-3 Twin-Pac con una capota de morro especial, presentando unas características tomas de aire rectangulares, siendo las designaciones relacionadas con los modelos originales, las siguientes:
S-58BT
Conversión a turboeje del S-58B.
S-58DT
Conversión a turboeje del S-58D.
S-58ET
Conversión a turboeje del S-58E.
S-58FT
Conversión a turboeje del S-58F.
S-58HT
Conversión a turboeje del S-58H.
S-58JT
Conversión a turboeje del S-58J.
Orlando Heli-Camper
Conversión por Winnebago Industries and Orlando Helicopter, equipada con un motor Wright Cyclone R-1820-24.
Orlando Airliner
Conversión comercial. Helicóptero de pasajeros de 18 asientos.
Westland Wessex
Licencia de producción y desarrollo en el Reino Unido.

## Operadores
Alemania
- Luftwaffe[13]
- Heer[13]
- Deutsche Marine[13]

 Argentina
- Fuerza Aérea Argentina[14]
- Armada Argentina[15]

 Bélgica
- Componente Aéreo del Ejército Belga[16]
- Componente Marino del Ejército Belga[16]

 Brasil
- Marina de Brasil[16]

 Canadá
- Real Fuerza Aérea Canadiense[17]
- Fuerzas Armadas Canadienses[16]

 Chile
- Armada de Chile[18][19]

 Costa Rica
- Fuerza Pública de Costa Rica[20]

 Estados Unidos
- Air America[21]
- Fuerza Aérea de los Estados Unidos[22]
- Ejército de los Estados Unidos[23]
- Cuerpo de Marines de los Estados Unidos[23]
- Armada de los Estados Unidos[23]
- Guardia Costera de Estados Unidos[23][24]

 Filipinas
- Fuerza Aérea de Filipinas[25]

 Francia
- Ejército de Tierra francés[13]
- Marina Nacional[26]

 Haití
- Fuerzas Armadas de Haití[27]

 Indonesia
- Fuerza Aérea del Ejército Nacional de Indonesia[28]

 Italia
- Aeronautica Militare[29]

 Israel
- Fuerza Aérea Israelí[30]

 Japón
- Fuerza Marítima de Autodefensa de Japón[31]

 Laos
- Real Fuerza Aérea de Laos[32]

 Nicaragua
- Fuerza Aérea Sandinista[33]

 Países Bajos
- Armada Real de los Países Bajos[34]

 República de China
- Ejército de la República de China[35]

 República Jemer
- Fuerza Aérea Jemer

 Tailandia
- Real Fuerza Aérea Tailandesa[36]

 Vietnam del Sur
- Fuerza Aérea de Vietnam[37]

 Uruguay
- Armada Nacional del Uruguay[38]

## Especificaciones (H-34 Choctaw)
Referencia datos: International Directory

### Características generales
- Tripulación: Dos (piloto, copiloto)
- Capacidad: 16 soldados
- Longitud: 17,3 m (56,7 ft)
- Diámetro rotor principal: 17,1 m (56 ft)
- Altura: 4,9 m (15,9 ft)
- Área circular: 228,9 m² (2463,4 ft²)
- Peso vacío: 3583 kg (7896,9 lb)
- Peso máximo al despegue: 6350 kg (13 995,4 lb)
- Planta motriz: 1× motor radial de 9 cilindros sobrealimentado, refrigerado por aire Wright R-1820-84.
  - Potencia: 1137 kW (1568 HP; 1546 CV)

### Rendimiento
- Velocidad máxima operativa (Vno): 198 km/h (123 MPH; 107 kt)

## Aeronaves relacionadas

### Desarrollos relacionados
- Sikorsky H-19
- Piasecki PA-97
- Westland Wessex

### Aeronaves similares
- Mil Mi-4

### Secuencias de designación
- Secuencia S-_ (interna de Sikorsky): ← S-55 - S-56 - S-57 - S-58 - S-59 - S-60 - S-61 →
- Secuencia HS_S (Helicópteros Antisubmarinos de la Armada estadounidense, 1951-1962 (Sikorsky, 1928-1962)): HSS-1 - HSS-2
- Secuencia HU_S (Helicópteros Utilitarios de la Armada estadounidense, 1950-1962 (Sikorsky, 1928-1962)): HUS - HU2S/HU2S-1G
- Secuencia H-_ (Helicópteros de la USAF, 1948-1962): ← H-31 - H-32 - H-33 - H-34 - H-35 - H-37 - H-39 →
- Secuencia _H-_ (Helicópteros estadounidenses, 1962-presente): ← CH-21 - OH-23 - UH-25 - CH-34 - CH-37 - HH-43 - CH-46/HH-46/UH-46 →
- Secuencia C_-_ (Aeronaves de las Fuerzas Canadienses, 1968-presente): ← CSR-123/CC-123 - CH-124 - CH-125 - CH-126 - CH-127 - CT-128 - CC-129 →